# Joseph Tran Văn Toan

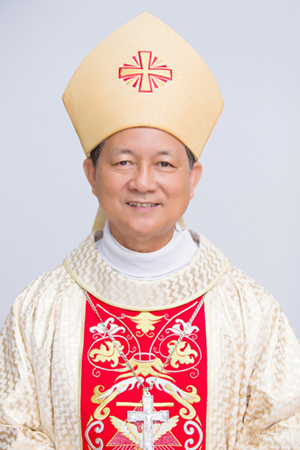
Joseph Tran Văn Toan

Joseph Tran Văn Toan (* 7. April 1955 in Thái Bình, Provinz Thái Bình, Vietnam) ist ein vietnamesischer Geistlicher und römisch-katholischer Bischof von Long Xuyên. Sein Name kombiniert westliche Namenstradition (Joseph als Vorname vor den Familiennamen Tran) mit vietnamesischer (Văn Toan als persönlicher Name steht hinter dem Familiennamen).

## Leben
Joseph Tran Văn Toan erhielt seine Ausbildung von 1966 bis 1974 im Knabenseminar und von 1974 bis 1981 im Priesterseminar des Bistums Long Xuyên. Da ihm von der kommunistischen Regierung die Erlaubnis zum Empfang der Priesterweihe verweigert wurde, arbeitete er elf Jahre lang als Laie in einer Pfarrei mit. Erst am 16. Januar 1992 konnte er das Sakrament der Priesterweihe für das Bistum Long Xuyên empfangen.
Nach seelsorglicher Tätigkeit studierte er von 2000 bis 2005 an der Universität De La Salle in Manila und wurde in Erziehungswissenschaften promoviert. Anschließend war er in der Priesterausbildung tätig.
Am 5. April 2014 wurde er von Papst Franziskus zum Titularbischof von Acalissus und zum Weihbischof im Bistum Long Xuyên ernannt. Die Bischofsweihe spendete ihm der Bischof von Long Xuyên, Joseph Trân Xuân Tiéu, am 29. Mai desselben Jahres. Mitkonsekratoren waren der Bischof von Cần Thơ, Stephanus Tri Buu Thien, und der Bischof von Phan Thiết, Joseph Vu Duy Thông.
Am 25. August 2017 ernannte ihn Papst Franziskus zum Koadjutorbischof von Long Xuyên. Mit dem Rücktritt Joseph Trân Xuân Tiéus am 23. Februar 2019 folgte er diesem als Bischof von Long Xuyên nach.